# Denkmalgeschützte Objekte im Bezirk Sankt Veit an der Glan
Im Bezirk Sankt Veit an der Glan bestehen 694 denkmalgeschützte Objekte. Die unten angeführte Liste führt zu den Gemeindelisten und gibt die Anzahl der Objekte an.
| Gemeindeliste            | Objektanzahl |
| ------------------------ | ------------ |
| Althofen                 | 27           |
| Brückl                   | 14           |
| Deutsch-Griffen          | 7            |
| Eberstein                | 14           |
| Frauenstein              | 24           |
| Friesach                 | 167          |
| Glödnitz                 | 9            |
| Gurk                     | 12           |
| Guttaring                | 13           |
| Hüttenberg               | 167          |
| Kappel am Krappfeld      | 19           |
| Klein Sankt Paul         | 15           |
| Liebenfels               | 27           |
| Metnitz                  | 19           |
| Micheldorf               | 4            |
| Mölbling                 | 14           |
| Sankt Georgen am Längsee | 24           |
| Sankt Veit an der Glan   | 69           |
| Straßburg                | 29           |
| Weitensfeld im Gurktal   | 20           |